# Breeding Science
Breeding Science (ook BS) is een internationaal, aan collegiale toetsing onderworpen open access wetenschappelijk tijdschrift op het gebied van de landbouwkunde en plantkunde. De naam wordt in literatuurverwijzingen meestal afgekort tot Breed. Sci. Het wordt uitgegeven door de Japanese Society of Breeding en verschijnt 4 keer per jaar. Het eerste nummer verscheen in 2001.